# Degré Alajos (jogtörténész)

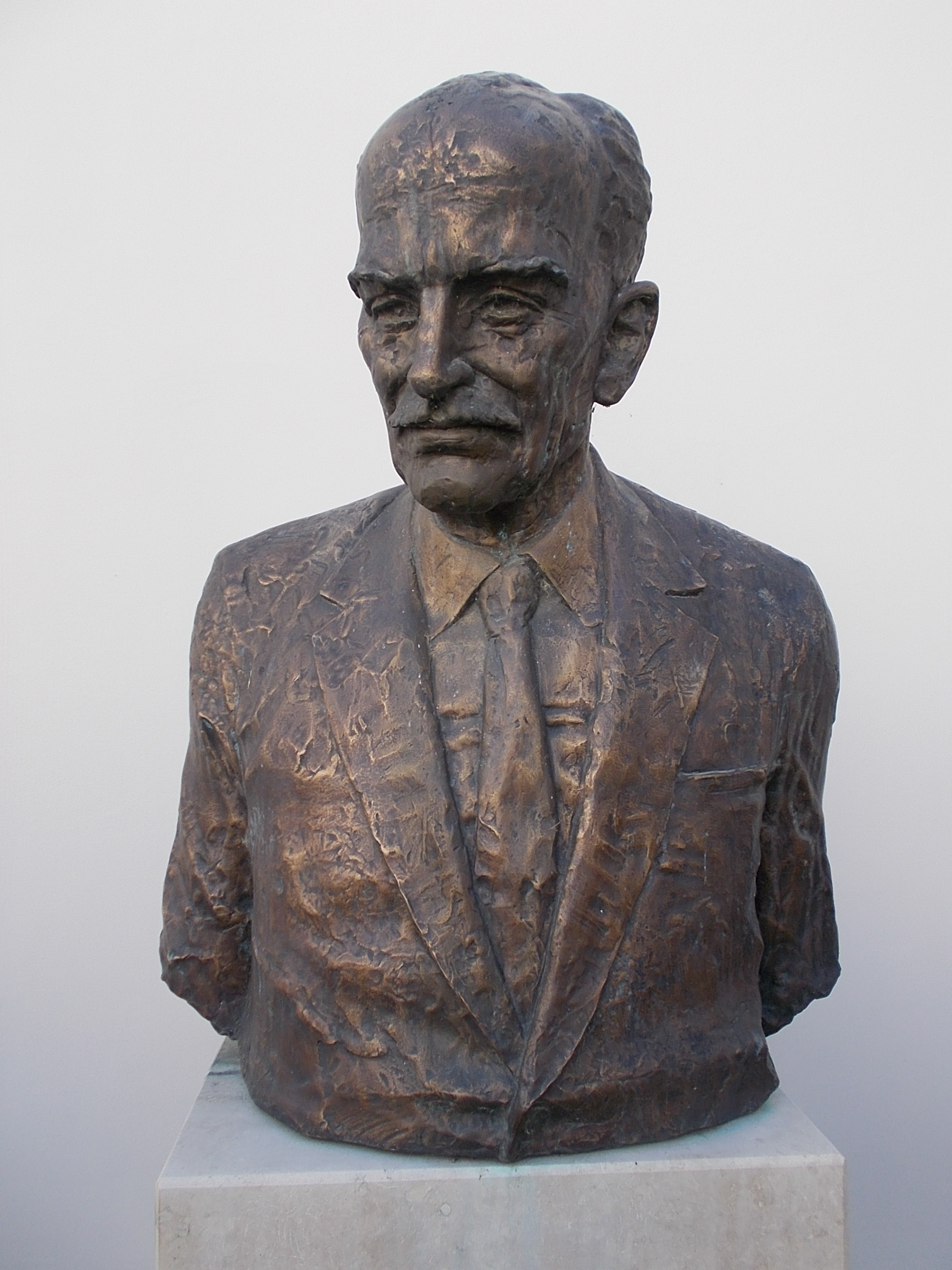
Farkas Ferenc: Degré Alajos mellszobra. Zalaegerszeg. 2009.

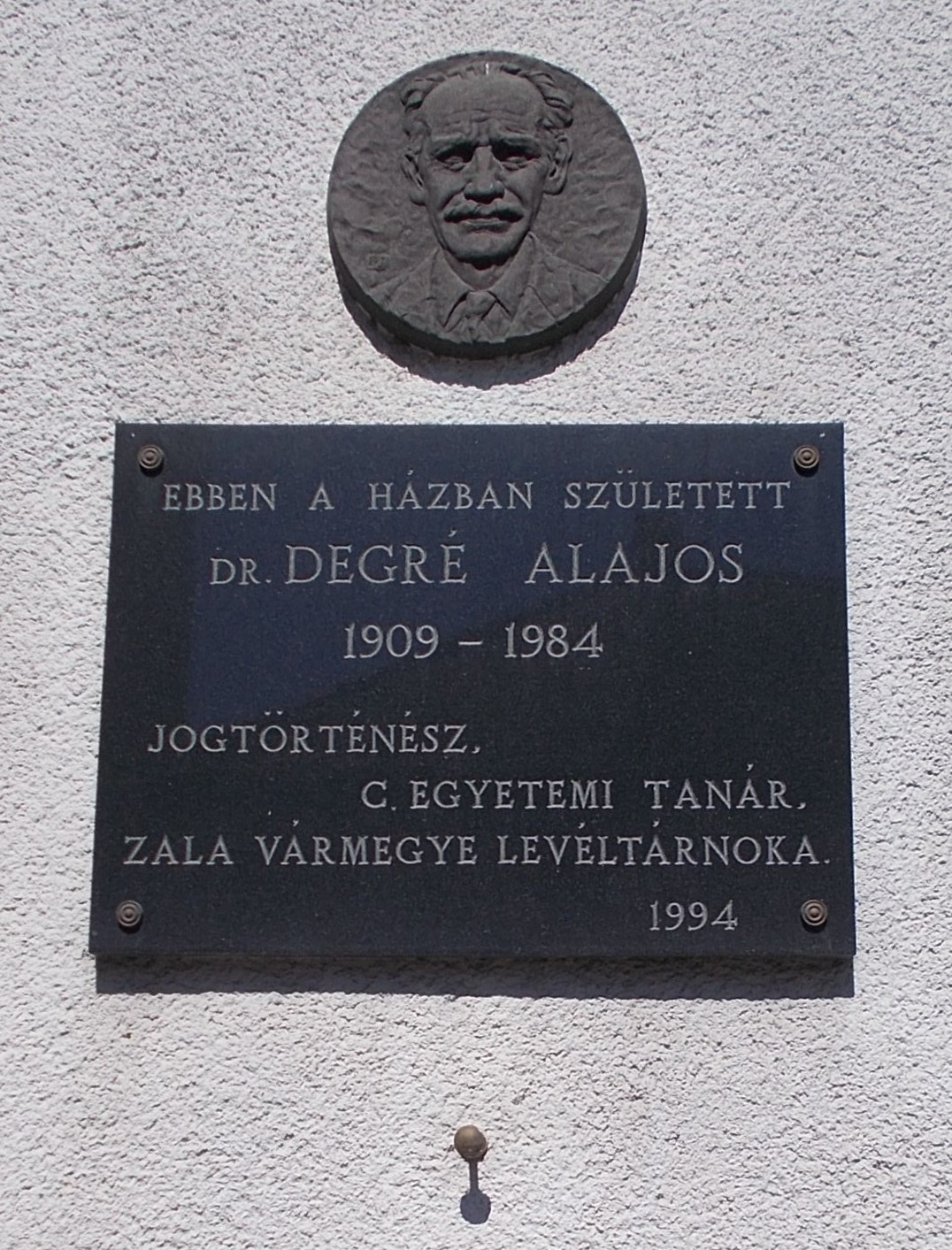
Béres János: A dombormű alatt a felirat: Ebben a házban született Dr. Degré Alajos 1909–1984 jogtörténész c. egyetemi tanár, Zala Vármegye levéltárnoka. Zalaegerszeg. 1994.

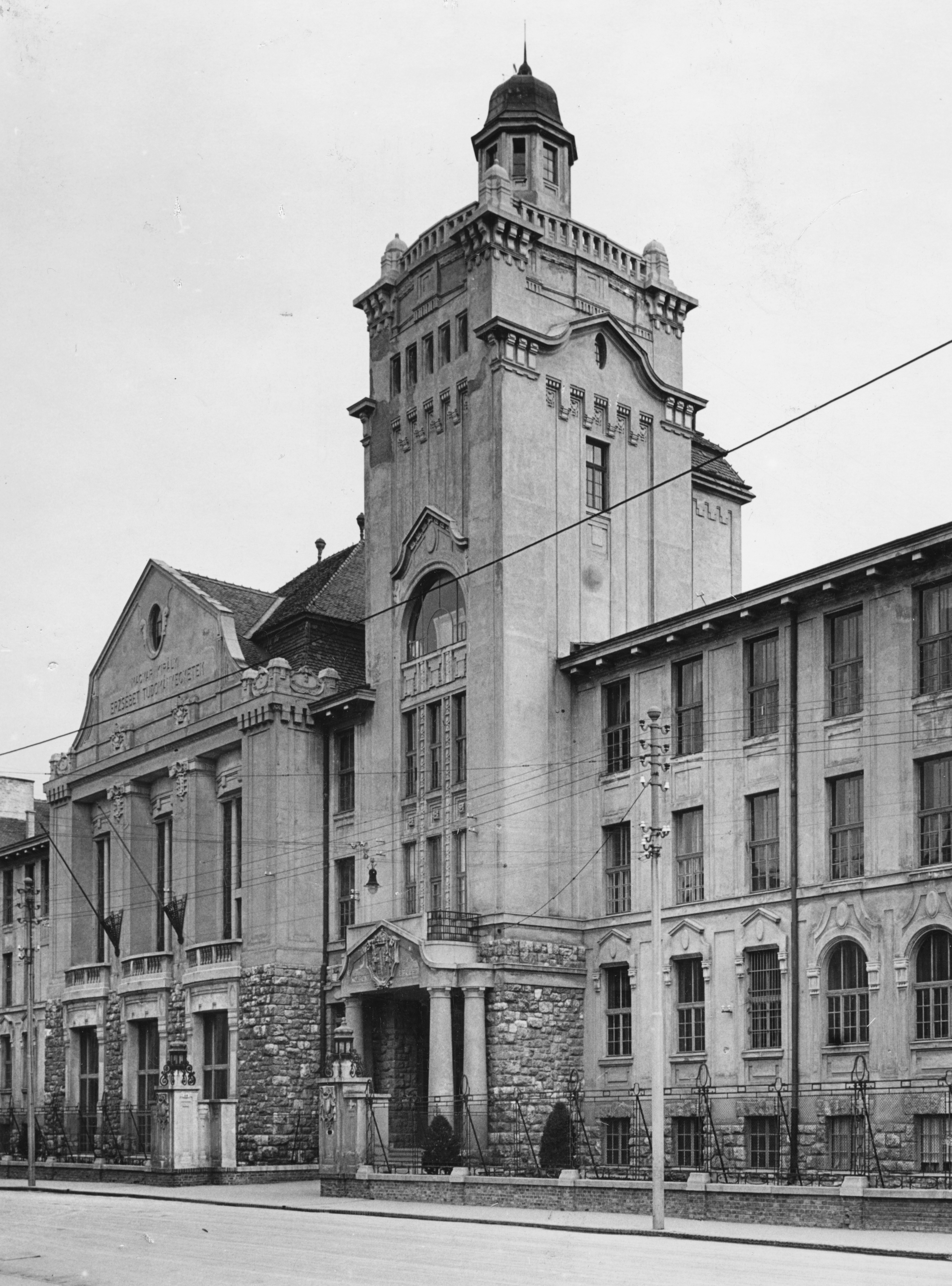
1949-1956 között a Pécsi Tudományegyetemen tanított

Degré Alajos (Zalaegerszeg, 1909. május 18. – Zalaegerszeg, 1984. április 10.) magyar jogtörténész, levéltáros, az állam- és jogtudományok kandidátusa (1955).

## Életpályája
Degré Miklós (1867–1945) bíró, büntetőjogász, ítélőtáblai elnök, jogi szerkesztő és Lechner Paula (1878–1936) fiaként született. Apai nagyszülei Degré Alajos ügyvéd és író a márciusi ifjak egyike és nemes Koller Amália (1837–1907) voltak. Anyai nagyapja Lechner Ágost (1834–1901), egyetemi jogtanár, egyetemi rektor, felsőrendiházi tag volt.
Egyetemi tanulmányait a budapesti Pázmány Péter Tudományegyetem Jog- és Államtudományi Karán végezte. 1931-ben bírósági gyakornok lett Szegeden. 1932-től 1937-ig a pestvidéki törvényszéken, 1937-től 1940-ig az Igazságügyi Minisztériumban dolgozott. 1940-ben miniszteri titkár lett; 1946-ban miniszteri tanácsosnak nevezték ki. 1949–50-ben ítélő táblabíró volt Pécsett, közben a Pécsi Tudományegyetem jogi karán is előadott. 1951-ben egyetemi adjunktusi kinevezést kapott. 1957-ben a szolnoki levéltárba került. 1958-tól a zalaegerszegi levéltárban dolgozott, az utóbbinak 1960-ban igazgatója lett. 1982-től az Eötvös Loránd Tudományegyetem címzetes egyetemi tanára volt. Szerkesztette a Zalai Tükör című lapot, valamint a Zalai Gyűjtemény című megyei kiadványsorozatot.

## Kutatási területe
A magyar magánjog, perjog és büntetőjog történetét, továbbá Zala megye helytörténetét kutatta.

## Díjai, elismerései
- Magyar Örökség-díj

## Emlékezete
- Emléktáblája Zalaegerszegen a Petőfi Sándor u. 16. sz. házon található.
- Molnár András (szerk.): Degré Alajos emlékezete. Tudományos emlékülés. (Magyar Közlöny Lap- és Könyvkiadó - Zala Megyei Levéltár, 2010.)

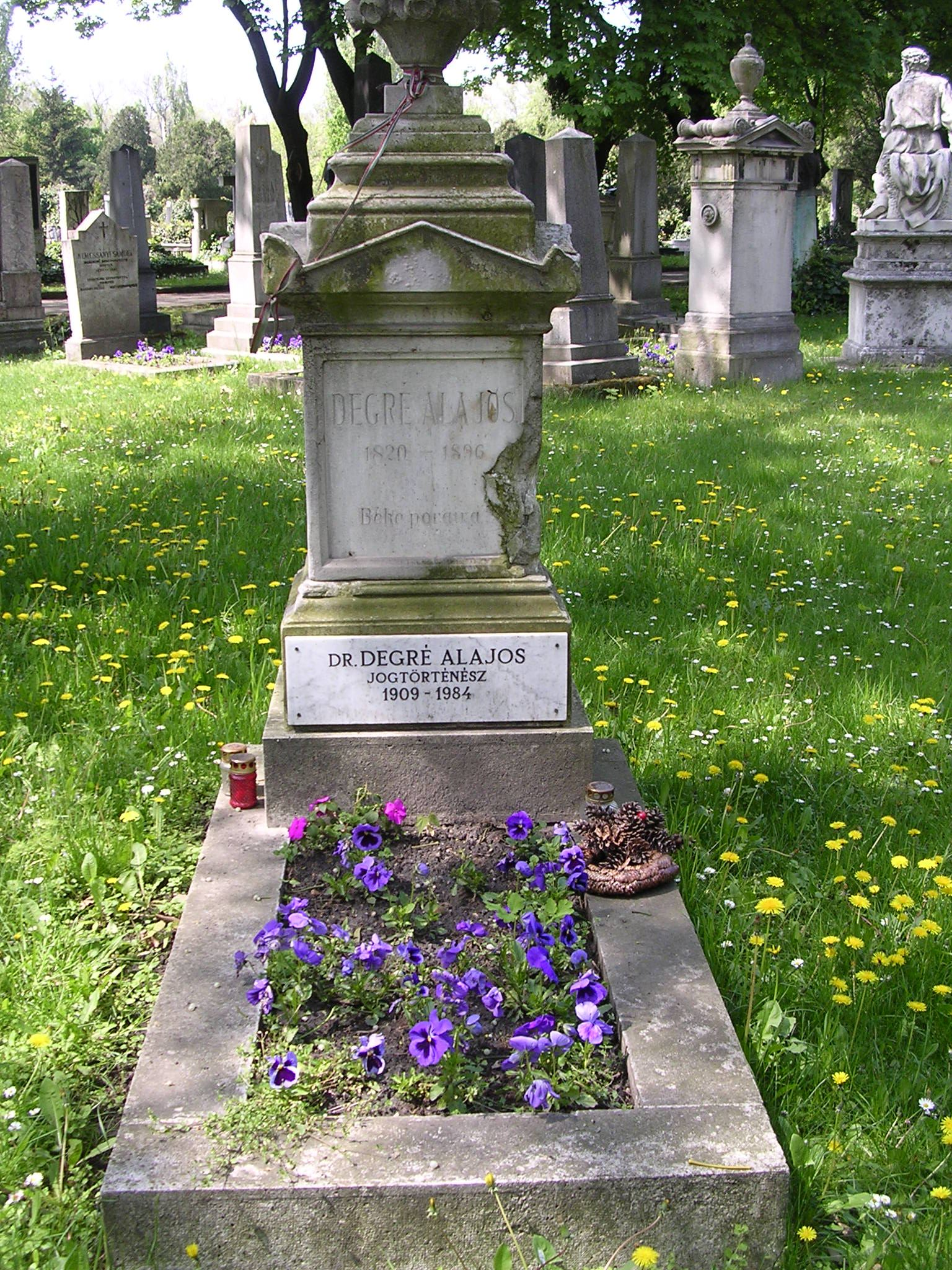
Sírja a Fiumei úti sírkertben (34/1-3-25)

## Főbb művei
- A Négyeskönyv perjogi anyaga (Budapest, 1935)
- A Négyeskönyv büntetőjogi elvei (Budapest, 1936)
- Magyar halászati jog a középkorban (Budapest, 1939)
- Földesúri jogok a jobbágyok házasságkötése körül (Budapest, 1943)
- A XVI-XVII. századi erdélyi büntetőjog vázlata (Angyal Pállal Budapest, 1943)
- Általános jogtörténet (Pécs, 1950)
- A magyar bírósági szervezet és perjog története (Bónis Györggyel és Varga Lászlóval, Budapest, 1961)
- Az egervári vár története (Gergelyffy Andrással és Valter Ilonával, Zalaegerszeg, 1965)
- A zalaegerszegi központi elemi iskola története 1690-1949 (Simonffy Emillel, Zalaegerszeg, 1975)
- A Zala megyei Levéltár (Budapest, 1972)
- A magyar gyámsági jog kialakulása a dualizmus korának gyámsági kódexéig (Budapest, 1977)